# 列日大学

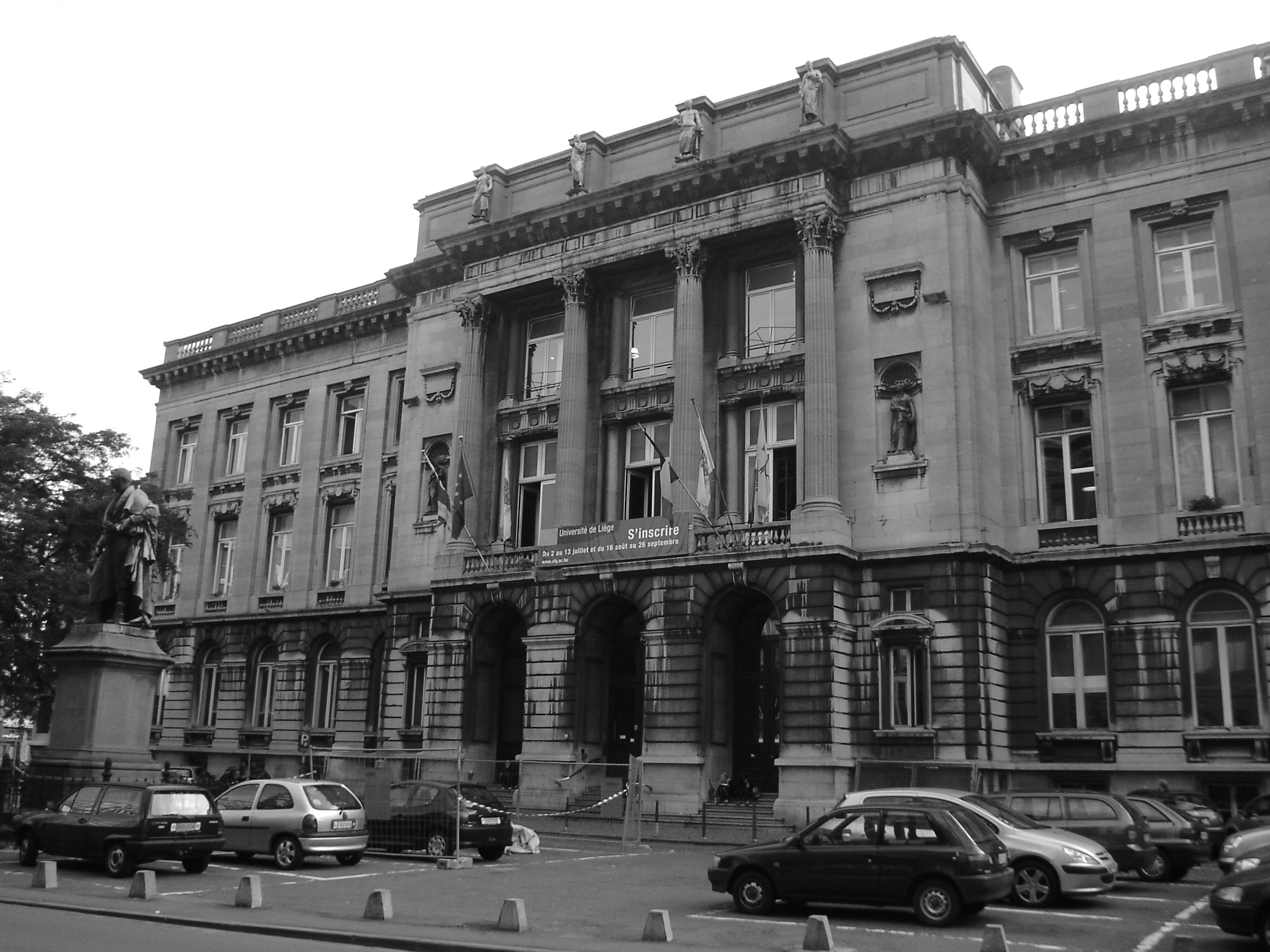
列日大学

列日大学（法語：Université de Liège，简称ULiège）位于比利时列日省的列日。

## 历史
成立于1817年，是第一所由国家资助的公立法语国际性大学，是欧洲最早成立的、公立高等学府之一。位于比利时的法语区首府——第三大城市列日市。近两百多年来，已发展成为一所学科齐全、以先进严谨的学术教育和一流科研水平而著称的世界一流综合性大学。在校学生17000名。
列日大学和德国亚琛工业大学以及荷兰马斯特里赫特大学都是ALMA大学联盟的一员。
比利时列日大学现有在校生20,000多人，4000位教职成员。仅学位课程，就有38种学士，93种硕士和68种进阶硕士，以及18种博士及博士后课程。列日大学是“瓦隆-欧洲大学院”的联盟成员；也是“欧洲管理发展基金会”（EQUIS）认证大学之一；参与欧洲和国际多项重大研究计划，尤其在管理学、经济学、心理学、哲学、太空航天领域、天文学等领域。
学校出現过世界著名的诺贝尔奖获得者。列日大学天文學者发现并命名不少星体和星云。此外，列日大学与中国渊源颇深。時任國民政府軍事委員會委員長蔣中正在1943年得到該校文學、哲學博士學位。1978年6月5日，比利时列日国立大学校长厄米尔·贝特教授就曾率该校教授访华团一行12人访问北京大学；在中國科學院，多位院士荣获列日大学授予的荣誉博士\理士学位；多所大学与列日大学长期互访交流，建立了良好的学术关系与友情；孔子学院也首批于比利时列日大学设立。